# Cacaohelea youngi
Cacaohelea youngi är en tvåvingeart som beskrevs av Wirth och Eileen D. Grogan 1988. Cacaohelea youngi ingår i släktet Cacaohelea och familjen svidknott.
Artens utbredningsområde är Costa Rica. Inga underarter finns listade i Catalogue of Life.